# Митинг на Театральной площади (Грозный)
Митинг на Театральной площади — бессрочная акция протеста противников Джохара Дудаева, проходившая в Грозном с 15 апреля по 4 июня 1993 года. Не добившись своих целей и под воздействием дудаевцев, перешедших к физическому уничтожению своих оппонентов, оппозиция распустила митинг и перешла к вооружённым методам борьбы. Акция стала прологом к гражданской войне в Чечне.

## Ход событий
Президент Ичкерии Дудаев с первых дней своего правления предпринял ряд мер, которые должны были помочь ему сосредоточить всю власть в республике в своих руках. Одним из оснований для подобных действий он называл угрозу российской агрессии.
В своей книге «Чечня (Нохчичьо) — взгляд изнутри» Юсуп Сосламбеков, одно время исполнявший обязанности первого заместителя председателя Общенационального конгресса чеченского народа и военного министра Ичкерии, председатель парламента Конфедерации народов Кавказа, писал:
Очень быстро дудаевский тейп (мялхистинцы) занялся сосредоточением власти, а также и богатств республики в своих руках. Штаб-квартирой, где формировалось правительство, в основном из представителей этого тейпа, стал дом брата Дудаева, Бекмирзы, что очень болезненно начало восприниматься остальными чеченцами.
Недовольство оппозиции в конечном итоге привело к тому, что 15 апреля на площади перед Президентским дворцом начался митинг противников Дудаева. Инициатором митинга стали профсоюзы республики, выдвинувшие поначалу социально-экономические требования. Но затем требования стали политическими. Участники требовали отставки президента и правительства, проведения новых выборов и повышения роли представительного органа власти. 17 апреля сторонникам Дудаева удалось вытеснить участников митинга на Театральную площадь.
В конце апреля около десятка депутатов парламента Чеченской Республики Ичкерия, среди которых были вице-спикер Ахъяд Идигов и председатель Вайнахской демократической партии Зелимхан Яндарбиев, в знак поддержки Дудаева вышли из состава Парламента.
2 мая 1993 года председателем парламента Ичкерии стал лидер группы «Бакъо» (чечен. Справедливость) Юсуп Сосламбеков. Под его руководством парламентом было принято решение об отстранении Дудаева от должности премьер-министра. Первому вице-премьеру Яраги Мамадаеву было поручено сформировать Правительство народного доверия.
Дудаев воспользовался выступлениями оппозиции для укрепления собственной позиции. Он объявил о роспуске парламента, Конституционного суда, Грозненского городского собрания, ввёл в республике прямое президентское правление и комендантский час, расформировал МВД и т. д., то есть фактически совершил государственный переворот, который завершился 5 июня штурмом здания Грозненского городского собрания и разгоном митинга оппозиции. В нарушение Конституции, без утверждения парламентом Дудаевым были произведены назначения на ключевые позиции.
Кроме того, Дудаев стал выступать с угрозами расправы над участниками митинга. В это время в Чечню через Центробанк для Дудаева поступали огромные суммы.
Оппозиция стала готовить проведение референдума о взаимоотношениях с Россией. Проведение референдума было назначено на 5 июня. Допустить нормализации отношений с Россией Дудаев не мог. В ночь на 5 июня президентские спецподразделения под руководством Шамиля Басаева захватили здание городского собрания, где в то время проходила работа Конституционного суда и парламента республики. При штурме погибли около 30 (по другим оценкам — до полусотни) человек. В новом правительстве, которое было сформировано Дудаевым, министром печати и информации стал Мовлади Удугов, министром культуры — Ахмед Закаев, начальником штаба вооружённых сил Ичкерии — Аслан Масхадов.
Согласно некоторым источникам, расстрел оппозиционного парламента Ичкерии произошёл с молчаливого согласия исполнительной власти России.
Одновременно со штурмом парламента боевики ворвались в Центризбирком и уничтожили бюллетени несостоявшегося референдума. Проведение референдума на большей части территории Ичкерии было сорвано. Тем не менее, в Притеречье референдум все же состоялся: 78 % избирателей заявили о своём нежелании лишаться гражданства России.

## Последствия
В конце июня 1993 года парламент возобновил работу, но Дудаев запретил им заниматься законотворчеством. Вернулись к работе 20 парламентариев и их первым действием было лишение депутатских полномочий оппозиционных коллег. По итогам событий Дудаев фактически получил диктаторские полномочия.
Через несколько месяцев такой же сценарий действий был реализован в Москве президентом России Б. Н. Ельциным против Верховного совета Российской Федерации.
Руководители оппозиции перебрались в Надтеречный район, где вступили в контакт с представителями федеральных властей и силовых структур и начали подготовку к вооружённой смене власти в республике.
Четыре крупнейших чеченских тайпа вызвали Дудаева на шариатский суд. После его отказа Надтеречный район отказался подчиняться властям Грозного и создал Терскую Чеченскую Республику. 3 августа 1993 года Дудаев попытался предпринять поход в мятежный район. У станицы Первомайской ополченцы, среди которых были и жители подконтрольной Дудаеву части республики, прибывшие на помощь терцам, нанесли такой удар, что Дудаев срочно запросил перемирия, публично заявив, что «всегда с уважением относился к терцам» и что его выступление было «неправильно истолковано».